# Oliver Burke
Oliver Jasen Burke (Kirkcaldy, 1997. április 7. –) skót válogatott labdarúgó, az 1. FC Union Berlin játékosa.

## Pályafutása
2016. szeptember 25-én az 1. FC Köln csapata ellen az 5. percben vezetést szerzett csapatának, ez volt az első gólja tétmérkőzésen csapatában. 1999 óta Burke az első skót futballista, aki gólt szerzett a német élvonalban, előtte az wolfsburgi légiós, Brian O'Neil szerezte.
2017. augusztus 25-én bejelentették, hogy az angol West Bromwich Albion játékosa lett öt évre, mezszámának pedig a 17-est választotta. 2019. augusztus 30-án kölcsönbe került a spanyol Deportivo Alavés csapatához. Szeptember 15-én mutatkozott be a bajnokságban a Sevilla ellen. 2020 szeptemberében 3 éves szerződést kötött a Sheffield Uniteddal. 2021. január 21-én a szezon hátralévő részére kölcsönbe került a Millwall csapatához. 2022. június 30-án a német Werder Bremen szerződtette. Augusztus 13-án szerezte meg első gólját a klub színeiben a VfB Stuttgart ellen 2–2-re végződő találkozón. Egy héttel később győztes gólt szerzett a Borussia Dortmund elleni 3–2-re megnyert mérkőzésen.
2023 januárjában kölcsönbe került korábbi klubjához a Millwall együtteséhez. Szeptember 1-jén az angol Birmingham City szerződtette kölcsönben. 2025. április 23-án nem fogadta el a Werder Bremen szerződéshosszabbítási ajánlatát, és a szezon végén távozik a klubtól. Május 26-án jelentették be, hogy július 1-től az 1. FC Union Berlin csapatába igazolt.

## Statisztika

### Klub
| Klub                 | Szezon           | Bajnokság        | Bajnokság | Bajnokság | Kupa  | Kupa  | Ligakupa | Ligakupa | Nemzetközi | Nemzetközi | Egyéb | Egyéb | Összesen | Összesen |
| Klub                 | Szezon           | Bajnokság        | Mérk.     | Gólok     | Mérk. | Gólok | Mérk.    | Gólok    | Mérk.      | Gólok      | Mérk. | Gólok | Mérk.    | Gólok    |
| -------------------- | ---------------- | ---------------- | --------- | --------- | ----- | ----- | -------- | -------- | ---------- | ---------- | ----- | ----- | -------- | -------- |
| Nottingham Forest    | 2014–15          | Championship     | 2         | 0         | 0     | 0     | 1        | 0        | —          | —          | —     | —     | 3        | 0        |
| Nottingham Forest    | 2015–16          | Championship     | 18        | 2         | 2     | 0     | 1        | 0        | —          | —          | —     | —     | 21       | 2        |
| Nottingham Forest    | 2016–17          | Championship     | 5         | 4         | —     | —     | 2        | 0        | —          | —          | —     | —     | 7        | 4        |
| Nottingham Forest    | Összesen         | Összesen         | 25        | 6         | 2     | 0     | 4        | 0        | —          | —          | —     | —     | 31       | 6        |
| Bradford City        | 2014–15          | League One       | 2         | 0         | —     | —     | —        | —        | —          | —          | —     | —     | 2        | 0        |
| RB Leipzig           | 2016–17          | Bundesliga       | 25        | 1         | 0     | 0     | —        | —        | —          | —          | —     | —     | 25       | 1        |
| RB Leipzig           | 2017–18          | Bundesliga       | 0         | 0         | 0     | 0     | —        | —        | 0          | 0          | —     | —     | 0        | 0        |
| RB Leipzig           | Összesen         | Összesen         | 25        | 1         | 0     | 0     | —        | —        | 0          | 0          | —     | —     | 25       | 1        |
| West Bromwich Albion | 2017–18          | Premier League   | 15        | 0         | 1     | 0     | 0        | 0        | —          | —          | —     | —     | 0        | 0        |
| West Bromwich Albion | 2018–19          | Championship     | 3         | 0         | 0     | 0     | 2        | 1        | —          | —          | —     | —     | 0        | 0        |
| Karrier összesen     | Karrier összesen | Karrier összesen | 70        | 7         | 3     | 0     | 6        | 1        | 0          | 0          | 0     | 0     | 79       | 8        |

## Sikerei, díjai
- Celtic
  - Skót bajnok: 2018–19
  - Skót kupa: 2018–19